# ناوتو نوغوتشي
ناوتو نوغوتشي (باليابانية: 野口 直人) (7 يونيو 1992 في أوساكا في اليابان – )؛ هو لاعب كرة قدم سابق كان يلعب كلاعب وسط.

## وصلات خارجية
- ناوتو نوغوتشي على موقع Soccerway.com (الإنجليزية)
- ناوتو نوغوتشي على موقع عالم كرة القدم.نت (الإنجليزية)